# Williams, Arizona
Williams je grad u američkoj saveznoj državi Arizona. Prema popisu stanovništva iz 2010. u njemu je živjelo 3,023 stanovnika.